# Dan Mircea Cipariu
Dan Mircea Cipariu (n. 7 septembrie 1972, București) este un scriitor și jurnalist român. Este membru al Uniunii Scriitorilor din România. A absolvit Școala Superioară de Jurnalistică din București și este licențiat al Universității București, Facultatea de Jurnalism și Științele Comunicării. A fost contracandidatul direct al lui Nicolae Manolescu la funcția de președinte al Uniunii Scriitorilor în anul 2009. Este președintele secției de poezie a USR, filiala București.

## Biografie
Debutează în presa literară în 1988 (SLAST), debutul editorial se petrece în 1999, cu volumul "Hai să ne-ntâlnim pe site sâmbătă seara" (Editura Libra). În prezent, este președintele secției de poezie - Asociația Scriitorilor București. În 2007, volumul său de poeme "Tsunami", Editura Brumar, 2006, a primit Premiul Asociației Scriitorilor din București.

### Activitate literară
A lucrat ca redactor, reporter special, șef de secție și redactor-șef la publicațiile Tineretul liber, Salut, Curentul, ZIUA. A semnat rubrici permanente în Adevărul, Cotidianul și Ziua. A prezentat și realizat emisiuni la Uniplus Radio, Radio Tinerama, Radio Român©a Tineret, Radio Român©a Cultural, TV SOTI și TVR1. A inițiat și coordonat, în anul 2000, CD-ROM EMINESCU și pagina web www.mihaieminescu.ro, producător Fundația Culturală Libra, cu finațarea Ministerului Culturii. În 2003, a fost director de proiect pentru paginile web www.calendarnichita.ro și www.dumitrustaniloae.ro. În 2004, a fost director de proiect pentru CD-ROM ANTON PANN, www.georgeapostu.ro și www.gheorgheanghel.ro. În 2005 a coordonat editorial și a lansat pagina web a USR, www.uniuneascriitorilor.ro.

## Cărți publicate
- Marfă, antologie colectivă (Dan Mircea Cipariu, Florin Dumitrescu, Sorin Gherguț, Dan Pleșa, Bogdan O. Popescu), Editura Salut, 1996.
- Hai să ne-ntâlnim pe site sâmbătă seara / www.hai.ro ,Editura Libra, 1999.
- Mahalaua de azi pe mâine. Poeme trăite de Dan Mircea Cipariu & Traian T. Coșovei, Editura Vinea, 2000.
- Virusul romantic. Acum cu 20% mai multă poezie, Editura Libra, 2001.
- Sunt pur din ce în ce mai pur, 33 de povestiri și tot atâtea pictopoeme ilustrate de Mihai Zgondoiu, Editura Libra, 2002.
- Al doilea desant, antologie îngrijită de Constantin Stan (Răzvan Bică, Mihaela Brebenel, Dan Mircea Cipariu, Luca Dinulescu, Ioana Mănescu, Mădălina Păun, Ana Petrescu, Felicia Rădulescu, Dragoș Schenkel, Candid Stoica), Editura Calea Moșilor, 2003.
- Timișoara în trei prieteni, Dan Mircea Cipariu, Robert Șerban, Mihai Zgondoiu, cu o pre/postfață de Șerban Foarță și Florin Iaru și două desene de Suzana Fântânariu, Editura Brumar, 2003. Carte distinsă cu Premiul POESIS pentru antologie, Satu Mare, 2004.
- sunt eu maria petrarca rilke. adevărata biografie a mariei dante spinoza, Editura Fundației Culturale Libra, 2004.
- Poarta Schei nr.4, Editura Brumar, 2005.
- Colocviul Tinerilor Scriitori, Editura Brumar, 2006, unde a fost coordonator de proiect.
- Tsunami, Editura Brumar, 2006
- 27. POEZIE DE BUCUREȘTI, coordonator antologie și proiect, Asociația Scriitorilor București, TVR Cultural și Primăria Sectorului 2 București, 2007
- Scriitori pe calea regală, coordonator antologie și proiect, Editura Brumar, 2008

## Premii literare
- În 2007, volumul său de poeme Tsunami, Editura Brumar, 2006, a primit Premiul Asociației Scriitorilor din București.
- Premiul POESIS pentru antologia Timișoara în trei prieteni, Satu Mare, 2004
- În anul 2003, i s-a decernat Premiul pentru Excelență în Cultură oferit de UGIR-1903 pentru producțiile multimedia dedicate lui Mihai Eminescu și Nichita Stănescu.
- În 2004, a câștigat Premiul Național de Multimedia oferit de Ministerul Culturii și Cultelor și Asociația Română pentru Multimedia pentru pagina web dedicată părintelui Dumitru Stăniloae.
- Premiul pentru promovarea operei lui Nichita Stănescu, în cadrul Festivalului Nichita Stănescu 2011, premiu oferit de un juriu condus de academicianul Eugen Simion.
- Premiul de excelență al revistei Dunărea de Jos pentru realizarea unor evenimente culturale pe plan național, oferit în 2011
- Premiul revistei Ficțiunea OPTm, 2022https://fictiunea.ro/2023/168/art1/index.html